# Bicilia
Bicilia là một chi bướm đêm thuộc họ Crambidae.